# Antioquita punctigera
Antioquita punctigera är en kackerlacksart som beskrevs av Morgan Hebard 1933. Antioquita punctigera ingår i släktet Antioquita och familjen jättekackerlackor.
Artens utbredningsområde är Colombia. Inga underarter finns listade i Catalogue of Life.